# Curienne
Curienne est une commune française située dans le département de la Savoie, en région Auvergne-Rhône-Alpes.
Elle est l'une des 58 communes du parc naturel régional du massif des Bauges.

## Géographie

### Situation et description
Curienne est située au sud du parc régional du massif des Bauges, sur les flancs du mont Saint-Michel (895 m).
Positionnée à l'est de la ville Chambéry, elle est membre de la communauté d'agglomération Chambéry métropole - Cœur des Bauges.

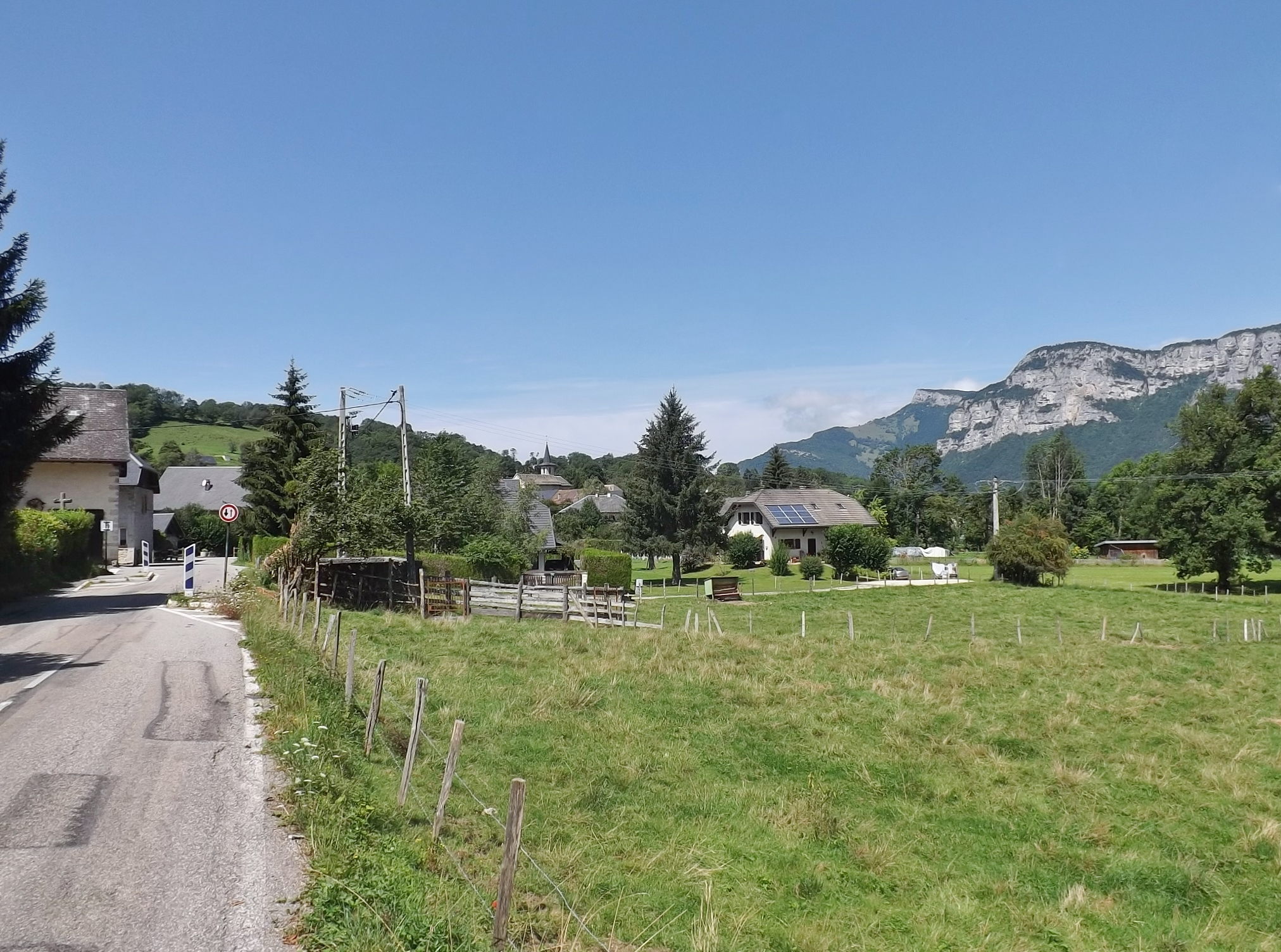
Entrée sud du chef-lieu de Curienne.

Outre le chef-lieu, le territoire de la commune regroupe plusieurs hameaux :
- le Boyat ;
- le Fornet ;
- là-Bas ;
- Mongelas ;
- Montmerlet, dominé par la chapelle du mont Saint-Michel (1879) ;
- les Vachers ;
- Vernay.

### Voies de communication et transports

#### Liaisons aériennes
Le territoire de Curienne ne dispose d’aucun aéroport ou aérodrome, mais l’aéroport de Chambéry-Savoie, situé entre Chambéry et Aix-les-Bains, propose de nombreux vols à destination de l’international et dispose également d’un aérodrome utilisé pour le loisir.
L’aérodrome de Chambéry - Challes-les-Eaux, située sur la commune voisine de Challes-les-Eaux, est utilisé principalement pour le loisir et est utilisé au quotidien par de nombreux planeurs.

#### Infrastructures routières
Le territoire de Curienne est coupée en deux par les D11 (qui relie Barby à Cruet) et D21 (qui relie Saint-Jeoire-Prieuré à Thoiry), qui se croisent au niveau du hameau nommé Le Boyat.

#### Transports en commun

##### Transport ferroviaire
Le territoire communal n’étant pas traversée par le chemin de fer, aucun train ne dessert la commune. La gare la plus proche est celle de Chambéry - Challes-les-Eaux, située dans le centre-ville de Chambéry.
Depuis celle-ci, il est possible de se rendre dans plusieurs villes, tant à l’échelle régionale que nationale, notamment Aix-les-Bains, Albertville, Annecy, Grenoble, Lyon, Valence, Marseille, Paris. En hiver, il n’est pas rare que des liaisons vers l’international soient proposées, principalement en raison des stations de ski alpines. Parmi ces navettes hivernales, on peut noter les trains à destination d’Amsterdam (Thalys), de Bruxelles (Thalys), de Genève, de Londres (Eurostar), de Milan ou encore de Turin.

##### Transports routiers

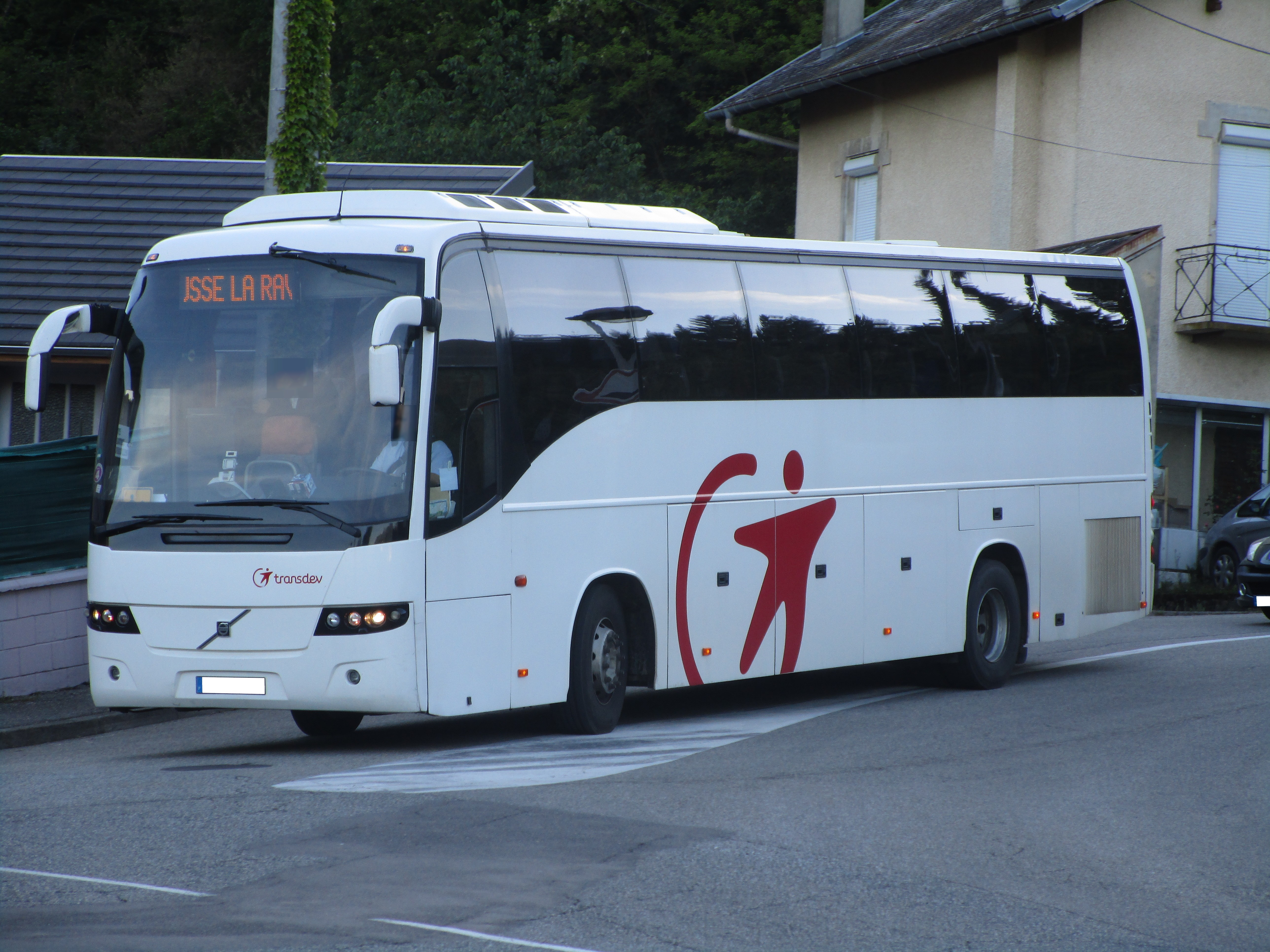
Un car circulant sur la ligne 13 du réseau STAC, ici à Saint-Alban-Leysse, en mai 2017.

Le territoire communal est desservi par deux lignes de bus du réseau STAC, géré conjointement par Chambéry Métropole - Cœur des Bauges et Transdev Chambéry. Les lignes concernées sont :
- la ligne  13 , qui entre dans la commune par l’ouest et en sort par le nord, relie le parc-relais de La Trousse, situé à La Ravoire, à La Thuile. Elle dessert trois arrêts sur le territoire curiennais (“Curienne Chef-Lieu”, “Montmerlet” et “Le Boyat”).
- la ligne  14 , qui entre dans la commune par le sud et en sort par l’est, relie le Lycée du Granier, située dans la commune de La Ravoire, à La Thuile. Elle dessert deux arrêts dans la commune (“Le Fornet” et “Le Boyat”).

En heures creuses, ces lignes sont assurées en Transport à la demande, ce qui permet, en réservant son trajet jusqu’à deux heures avant l’heure souhaitée, d’être récupéré par un bus et déposé au parc-relais de La Trousse ou au Médipôle de Savoie, d’où les lignes B ou C (selon l’arrêt de dépose) assurent des départs vers le centre-ville de Chambéry.
Le dimanche et les jours fériés, aucun bus ne circule dans la commune.

### Climat
Pour des articles plus généraux, voir Climat d'Auvergne-Rhône-Alpes et Climat de la Savoie.
En 2010, le climat de la commune est de type climat de montagne, selon une étude du Centre national de la recherche scientifique s'appuyant sur une série de données couvrant la période 1971-2000. En 2020, Météo-France publie une typologie des climats de la France métropolitaine dans laquelle la commune est exposée à un climat de montagne ou de marges de montagne et est dans la région climatique Alpes du nord, caractérisée par une pluviométrie annuelle de 1 200 à 1 500 mm, irrégulièrement répartie en été.
Pour la période 1971-2000, la température annuelle moyenne est de 9,9 °C, avec une amplitude thermique annuelle de 17,4 °C. Le cumul annuel moyen de précipitations est de 1 510 mm, avec 9,7 jours de précipitations en janvier et 8,5 jours en juillet. Pour la période 1991-2020, la température moyenne annuelle observée sur la station météorologique de Météo-France la plus proche, « Challes les Eaux », sur la commune de Challes-les-Eaux à 3 km à vol d'oiseau, est de 11,8 °C et le cumul annuel moyen de précipitations est de 1 147,6 mm,. Pour l'avenir, les paramètres climatiques de la commune estimés pour 2050 selon différents scénarios d'émission de gaz à effet de serre sont consultables sur un site dédié publié par Météo-France en novembre 2022.

## Urbanisme

### Typologie
Au 1er janvier 2024, Curienne est catégorisée commune rurale à habitat dispersé, selon la nouvelle grille communale de densité à sept niveaux définie par l'Insee en 2022.
Elle est située hors unité urbaine. Par ailleurs la commune fait partie de l'aire d'attraction de Chambéry, dont elle est une commune de la couronne,. Cette aire, qui regroupe 115 communes, est catégorisée dans les aires de 200 000 à moins de 700 000 habitants,.

### Occupation des sols
L'occupation des sols de la commune, telle qu'elle ressort de la base de données européenne d’occupation biophysique des sols Corine Land Cover (CLC), est marquée par l'importance des forêts et milieux semi-naturels (61,5 % en 2018), une proportion sensiblement équivalente à celle de 1990 (61,7 %). La répartition détaillée en 2018 est la suivante : 
forêts (61,5 %), prairies (30,5 %), zones urbanisées (4,7 %), zones agricoles hétérogènes (3,3 %).
L'IGN met par ailleurs à disposition un outil en ligne permettant de comparer l’évolution dans le temps de l’occupation des sols de la commune (ou de territoires à des échelles différentes). Plusieurs époques sont accessibles sous forme de cartes ou photos aériennes : la carte de Cassini (XVIIIe siècle), la carte d'état-major (1820-1866) et la période actuelle (1950 à aujourd'hui).

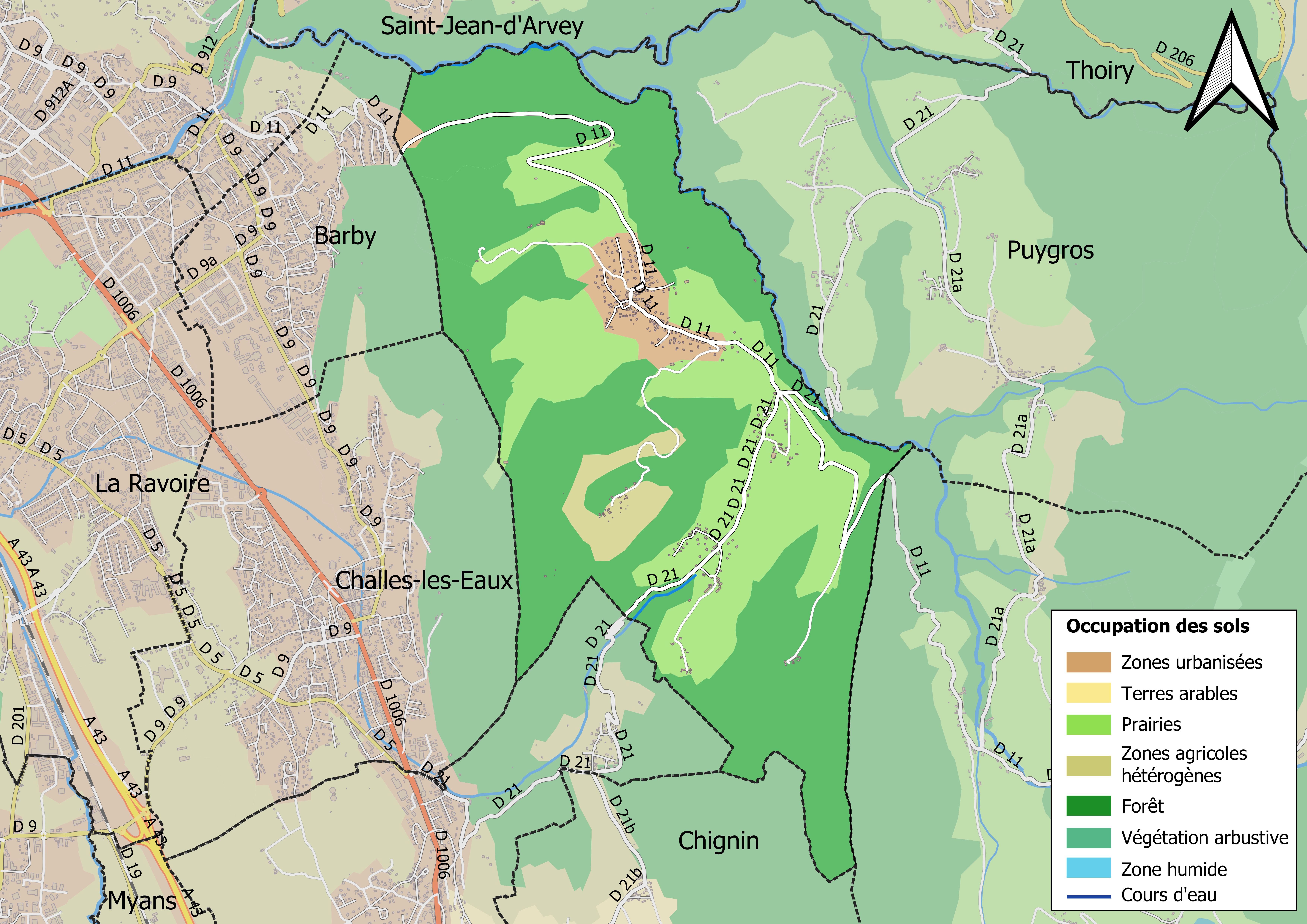
Carte des infrastructures et de l'occupation des sols en 2018 (CLC) de la commune.
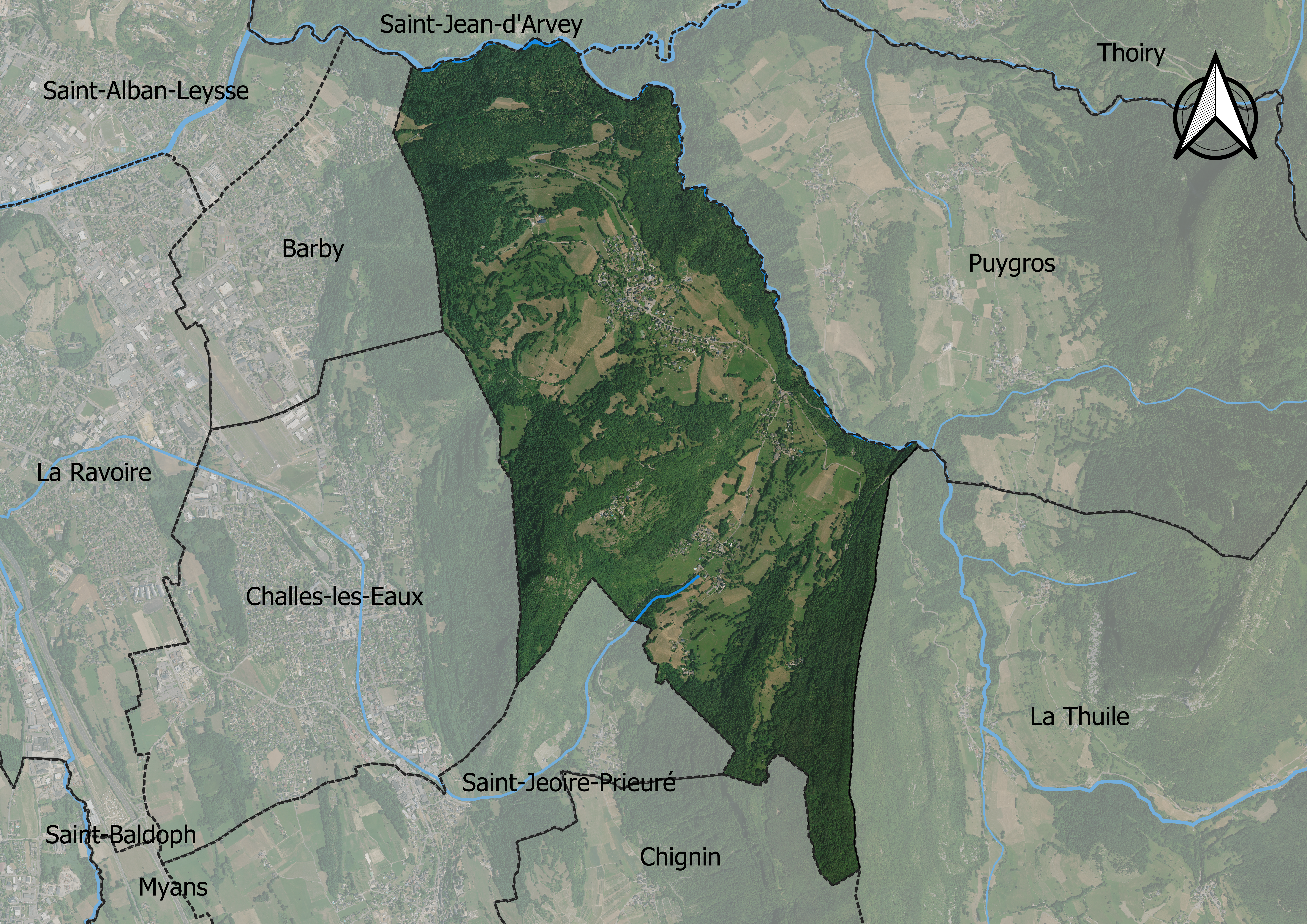
Carte orthophotogrammétrique de la commune.

## Toponymie
En francoprovençal, le nom de la commune s'écrit Kroèna, selon la graphie de Conflans.

## Politique et administration

### Administration municipale
Le conseil municipal de Curienne se compose du maire, de quatre adjoints et de 10 conseillers municipaux.
Voici ci-dessous le partage des sièges au sein du conseil municipal :

### Tendances politiques et résultats
|                                 | 1er score | 1er score                                | 2e score | 2e score                                | Participation |
| Élections européennes de 2014   |           | 21,96 % pour Jean-Marie Le Pen (FN)      |          | 19,59 % pour Michèle Rivasi (EELV)      | 53,50 %       |
| Élections municipales de 2014   |           | 79,70 % pour Stanislas Petitdemange (SE) |          | 79,70 % pour Alain Ortolland (SE)       | 74,82 %       |
| Élections législatives de 2012  |           | 62,66 % pour Bernadette Laclais (PS)     |          | 37,34 % pour Christiane Brunet (DVD)    | 57,57 %       |
| Élection présidentielle de 2012 |           | 58,87 % pour François Hollande (PS)      |          | 41,13 % pour Nicolas Sarkozy (UMP)      | 86,63 %       |
| Élections régionales de 2010    |           | 64,06 % pour Jean-Jack Queyranne (PS)    |          | 25,63 % pour Françoise Grossetête (UMP) | 58,47 %       |
| Élections cantonales de 2008    |           | 50,47 % pour Jean-Pierre Burdin (PRG)    |          | 19,95 % pour Christiane Nantois (DVD)   | 82,99 %       |

### Liste des maires

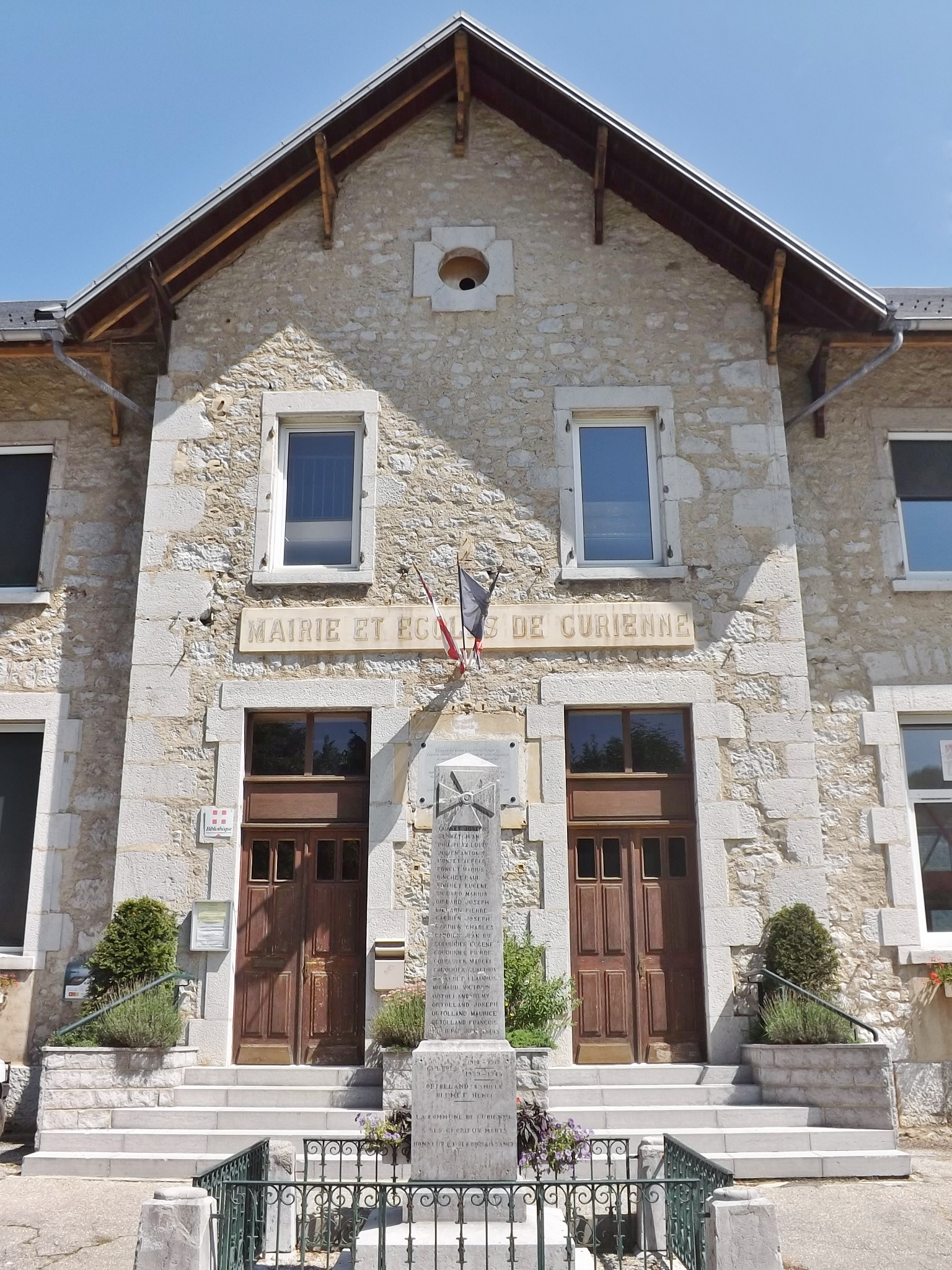
Mairie

| Période                                  | Période                    | Identité        | Étiquette | Qualité    |
| ---------------------------------------- | -------------------------- | --------------- | --------- | ---------- |
| Les données manquantes sont à compléter. |                            |                 |           |            |
|                                          |                            | Marcel Bochet   |           |            |
| mars 1989                                | mars 2008                  | Michel Bernard  | DVG       | Enseignant |
| mars 2008                                | mars 2014                  | Xavier Bolze    | DVG       | ...        |
| mars 2014                                | En cours (au 30 juin 2020) | Stéphane Bochet | SE        | Artisan    |

## Population et société

### Démographie
L'évolution du nombre d'habitants est connue à travers les recensements de la population effectués dans la commune depuis 1793. Pour les communes de moins de 10 000 habitants, une enquête de recensement portant sur toute la population est réalisée tous les cinq ans, les populations de référence des années intermédiaires étant quant à elles estimées par interpolation ou extrapolation. Pour la commune, le premier recensement exhaustif entrant dans le cadre du nouveau dispositif a été réalisé en 2007.

En 2022, la commune comptait 693 habitants, en évolution de +2,06 % par rapport à 2016 (Savoie : +3,63 %, France hors Mayotte : +2,11 %).
| 1793 | 1800 | 1806 | 1822 | 1838 | 1848 | 1858 | 1861 | 1866 |
| ---- | ---- | ---- | ---- | ---- | ---- | ---- | ---- | ---- |
| 501  | 560  | 619  | 631  | 686  | 676  | 549  | 558  | 563  |

| 1872 | 1876 | 1881 | 1886 | 1891 | 1896 | 1901 | 1906 | 1911 |
| ---- | ---- | ---- | ---- | ---- | ---- | ---- | ---- | ---- |
| 551  | 582  | 592  | 585  | 595  | 504  | 459  | 502  | 505  |

| 1921 | 1926 | 1931 | 1936 | 1946 | 1954 | 1962 | 1968 | 1975 |
| ---- | ---- | ---- | ---- | ---- | ---- | ---- | ---- | ---- |
| 406  | 364  | 325  | 287  | 252  | 206  | 190  | 157  | 240  |

| 1982 | 1990 | 1999 | 2006 | 2007 | 2012 | 2017 | 2022 | - |
| ---- | ---- | ---- | ---- | ---- | ---- | ---- | ---- | - |
| 415  | 524  | 613  | 642  | 646  | 675  | 682  | 693  | - |

### Enseignement
La commune est rattachée à l'académie de Grenoble.

## Culture et patrimoine

### Lieux et monuments

#### Éléments architecturaux remarquables
- La chapelle du Mont Saint-Michel, sur la colline du Mont Saint-Michel. Panorama de la chapelle du Mont Saint-Michel.

Panorama de la chapelle du Mont Saint-Michel.

- Église placée sous le patronage de saint Maurice. Le nouvel édifice, de style néogothique, est construit selon les plans de l'architecte des Bâtiments du département et architecte diocésain, Joseph Samuel Revel, en 1870. Elle est consacrée en 1873[18].
- Les fours à pain ont été rénovés ces dernières années par une association de bénévoles. Aujourd'hui, cinq fours sont de nouveau en état de fonctionnement, à la disposition des Curiennais. Ce travail a reçu le 24 octobre 1997 le prix Rustica, remis par la Société pour la Protection des Paysages et de l'Esthétique de la France.

### Personnalités liées à la commune
- La famille Favier du Noyer de Lescheraine est originaire de Curienne où elle est recensée depuis le XVe siècle. Maître Claude Favier, notaire ducal, fut inhumé dans un tombeau érigé en 1580 dans l'église de Curienne[19].
- La famille Folliet est fondatrice et propriétaire de la société Folliet, maîtres torréfacteurs de Chambéry.
- Patrick Coudurier a été champion de France de cani-cross en 1995.
- L'association radiophonique Horizonfm est implantée sur Montmerlet.